# Tenebrisme

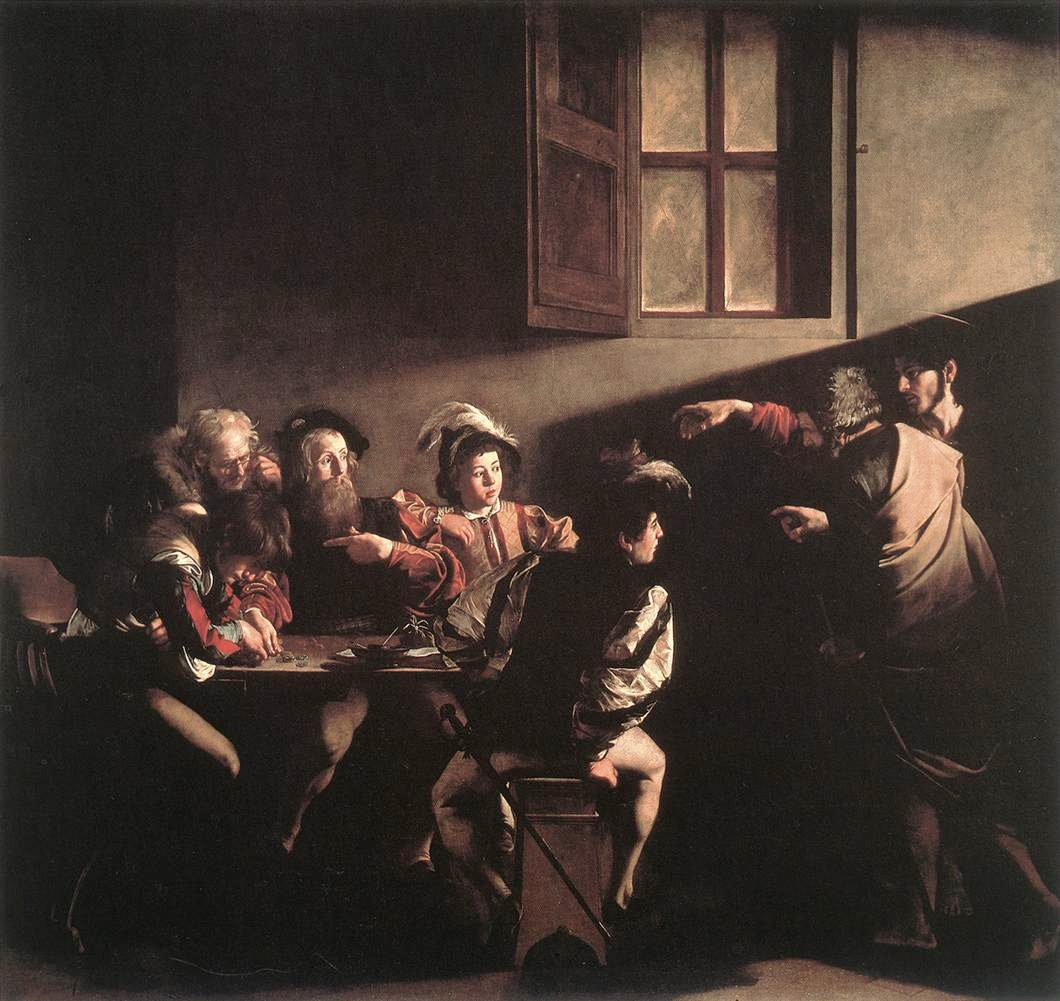
La vocació de Sant Mateu, de Caravaggio.

El tenebrisme és un estil pictòric que es basa en una aplicació radical del clarobscur, per la qual únicament les figures temàticament centrals destaquen il·luminades d'un fons generalitzadament molt fosc.
S'ignora si per influència de Caravaggio o per un desenvolupament paral·lel, l'estil cobraria molta rellevància en la pintura espanyola de finals del segle xvi i començaments del xvii, a partir de l'obra del català Francesc Ribalta.
Ribalta empraria el color i la llum per a donar volum a les figures, i per a destacar els protagonistes en els seus frescos religiosos. El seu estil influiria en el del seu fill Joan Ribalta, mort primerencament, i Vicent Castelló.
Indirectament pesaria també en Zurbarán i en el més destacat dels tenebristes espanyols, Josep de Ribera; aquest últim duria a la seva maduresa l'estil, emprant els volums ombrats per a reforçar l'horror i crueltat dels temes.